# Independent Group
Independent Group (IG) var en gruppering som möttes vid Institute of Contemporary Arts (ICA) i London mellan 1952 och 1955. IG bestod av målare, skulptörer, arkitekter, författare och kritiker som ville utmana de förhärskande modernistiska förhållningssätten gentemot kulturen. De introducerade masskulturen som en del i diskussionen kring finkulturen, omvärderade modernismen och skapade estetiken kring "de funna objektet/funna materialet". IG anses vara föregångarna till konströrelsen popkonst i Storbritannien och USA.

## Första sessionen (1952)
IG hade sitt första möte i början av 1952 och vid detta tillfälle visade konstnären Eduardo Paolozzi en mängd bilder utklippta ur amerikanska tidskrifter med hjälp av ett episkop. Det var reklambilder, seriestrippar och grafiskt material som Paolozzi hade samlat på sig i Paris 1947–1949. Merparten av materialet samlades sedan i en collageartad klippbok och utgjorde grunden för hans serie med screentryck från 1972 som han kallade för BUNK! och hans Krazy Kat Archives som numera finns på Victoria and Albert Museum i London. Paolozzis nyskapande collage från 1947 I was a Rich Man's Plaything är faktiskt det första konstnärliga uttryck baserat på "funnet material" där ordet "pop" förekommer och brukar ses som föregångaren till popkonsten. De övriga mötena under den första sessionen, som skedde i september 1952 till juni 1953 koncentrerade sig på filosofi och teknologi och hölls av designkritikern och historikern Reyner Banham. Viktiga deltagare vid dessa möten var utöver Paolozzi, konstnären Richard Hamilton, surrealisten Toni del Renzio, skulptören William Turnbull, fotografen Nigel Henderson, konstnären John McHale och konstkritikern Lawrence Alloway.

## Andra sessionen (1954)
Gruppen genomförde inga möten mellan slutet av 1953 och början av 1954, eftersom de koncentrerade sig på att färdigställa föreläsningsprogrammet Aesthetic Problems of Contemporary Art som de skulle presentera på ICA. Nya medlemmar tillkom när de startade sin andra session som arkitekterna Alison och Peter Smithson. Paret Smithson, tillsammans med Paolozzi, Henderson, Ronald Jenkins, Toni del Renzio, Banham med flera satte samman den mycket viktiga utställningen Parallell of Life and Art som visades på ICA hösten 1953. Reyner Banham som agerat ordförande för IG-gruppen avsade sig uppdraget eftersom han var upptagen med sin doktorsavhandling vid Courtauld Institute of Art, och vid slutet av 1954 frågade Dorothy Morland konstkritikern Lawrence Alloway och konstnären John McHale att sammanföra IG-gruppen för en andra session. Det var vid detta tillfälle som målaren Magda Cordell och hennes man musikproducenten Frank Cordell anslöt sig till gruppen.
Den andra sessionen fokuserade på amerikansk masskultur, som västernfilmer, science fiction, annonstavlor, bildesign och populärmusik. Inom ramen för diskussionen avhandlade de idéer hämtade från futuristerna, surrealisterna, Bauhaus och Dada. John McHale och Lawrence Alloway organiserade utställningen Collages and Objects på ICA 1954, där McHale ställde ut sina stilbildande popkonst-collage. Richard Hamilton organiserade utställningen Man, Machine and Motion i slutet av 1955 vid  Hatton Gallery i Newcastle och senare vid ICA, som fokuserade på vissa av IG-gruppens tankar.

## This Is Tomorrow(1956)
1956 blev gruppen mer allmänt känd i och med sitt deltagande i utställningen This Is Tomorrow. IG-gruppens formella möten upphörde 1955, men medlemmarna fortsatte att mötas informellt ända till 1962/1963, och kopplingarna mellan vissa medlemmar kom även i fortsättningen att betyda mycket för deras respektive individuella praktiker.